# Baby mama drama
Baby mama drama is een lied van de Nederlandse rapformatie SFB in samenwerking met de Turks-Nederlandse Murda. Het stond in 2022 als vierde track op het album Reset the levels IV.

## Achtergrond
Baby mama drama is geschreven door Francis Junior Edusei, Tevin Irvin Plaate, Kaene Marica en Önder Dogan en geproduceerd door Spanker. Het is een nummer dat past in het genre nederhop. In het lied rappen en zingen de artiesten over een dame waar ze een relatie mee hebben maar waarmee het niet goed mee om kunnen gaan. Het is niet de eerste keer dat SFB en Murda met elkaar samenwerken. Dit deden zij eerder al op Shutdown en Fuck it up.

## Hitnoteringen
Ondanks dat het lied niet als single was uitgebracht, hadden de artiesten toch bescheiden succes met het lied in Nederland. Het stond op de 62e plaats van de Single Top 100 in de enige week dat het in deze hitlijst te vinden was. De Top 40 en haar Tipparade werden niet bereikt.